# Призрак (фильм, 2010)
«При́зрак» (англ. The Ghost Writer) — политический триллер режиссёра Романа Полански, экранизация одноимённого романа Роберта Харриса. Сценарий фильма написали Харрис и Полански. Главные роли в фильме исполняют Юэн Макгрегор, Оливия Уильямс и Пирс Броснан. Подавляющей частью мировой кинопрессы признан одним из лучших фильмов 2010 года, награждён множеством международных наград.

## Сюжет
У главного героя фильма нет имени. Ничего не известно о его прошлом. Он холостяк из Лондона, зарабатывающий на жизнь написанием мемуаров для знаменитостей. Он опытен, виртуозно владеет пером, но никому не известен. Возможно, именно по этой причине ему предлагают завершить работу над мемуарами недавно оставившего свой пост британского премьера, Адама Лэнга. 
При этом, его предшественник утонул у берегов Мартас-Винъярда, излюбленного американской политической элитой острова у берегов Новой Англии (США), где в уединении живёт Лэнг с женой и секретаршей.
«Призрак» (так теперь называют писателя) попадает в «святая святых» — ультрасовременное жилище экс-премьера со стеклянными стенами и холодно-абстрактным дизайном. Он начинает разбираться в отношениях его обитателей и понимает, что столь же холодны отношения экс-премьера и его жены, что чуть ли не у неё на глазах самодовольный политик изменяет ей с секретаршей. Приезд «призрака» на остров совпадает с началом политического скандала. Бывший министр иностранных дел обвиняет Лэнга в незаконной передаче обвиняемых в терроризме в руки ЦРУ, где к ним применялись бесчеловечные пытки. Остров наводняет толпа протестующих и репортёров. Чтобы замять скандал, Лэнг с секретаршей срочно направляются в Вашингтон. Писатель остаётся наедине с умной и энергичной женой экс-премьера, Рут, которая склоняет его к интимной связи.
Рукопись мемуаров, с которой приходится работать «призраку», полна старомодных пассажей. Он пытается оживить текст, докопаться до истины за благопристойным фасадом. Первым делом «призрак» пытается ответить на вопрос, что же в своё время толкнуло бесшабашного кембриджского студента, участника университетского драматического кружка, на политическую стезю. Те ответы, которые предлагает ему сам Лэнг, с очевидностью далеки от действительности. 
Ключ к разгадке вопроса дают материалы, припрятанные в своей комнате его покойным предшественником; «призрак» понимает, что именно тот разгласил секретные материалы о сотрудничестве премьера с ЦРУ и поплатился за это жизнью…
В результате импровизированного расследования перед «призраком» открывается следующая картина: в 1970-е годы ЦРУ через Рут завербовало в агенты Адама Лэнга, безмозглого студента-актёра, который стал гламурной ширмой, подставным лицом, вальяжным лицедеем, призванным без проволочек осуществлять приказы Госдепа, Белого дома и ЦРУ. Связующим звеном между ЦРУ и премьером была его жена, Рут. Секретная информация была зашифрована предыдущим писателем-призраком в тех словах, с которых начинаются листы его рукописи (принцип акростиха). По мере того как «призрак» узнаёт всё больше, тучи над ним сгущаются и становится всё более вероятным, что он разделит судьбу своего предшественника — после посещения и разговора за ним начинается охота, на обратном пути ему приходится сбежать с парома и скрываться…

## В ролях
- Юэн Макгрегор — писатель
- Оливия Уильямс — Рут Лэнг
- Пирс Броснан — Адам Лэнг
- Ким Кэттролл — Амелия Блай
- Тимоти Хаттон — адвокат Лэнга
- Том Уилкинсон — Пол Эмметт
- Роберт Пью — отставной министр Ричард Райкарт
- Джон Бернтал — Рик Рикарделли
- Джеймс Белуши — Джон Мэддокс
- Илай Уоллак — старик

В интервью, данном по поводу премьеры фильма, исполнитель главной роли Юэн Макгрегор, не в первый раз исполняющий роль инженю, заявил, что его герой — «призрак» ещё и в том смысле, что он вращается среди людей, которые мало что знают о нём. Он один из тех, о ком известно настолько мало, что каждый зритель может поставить себя на его место. Как и любой писатель без имени, это, в сущности, неудачник. По ходу фильма его избивают, запугивают и оскорбляют, но это, кажется, не особо действует на него. Его отличительная черта — невозмутимость. В конце фильма он как бы бросает вызов Рут, он хочет «послать её куда подальше», дать понять стоящим за ней силам, что ему всё известно. 
В то же время, отсутствие у него близких друзей и родственников делает его идеальной мишенью для спецслужб.

## Первоисточник и работа над фильмом
У Роберта поначалу возникла мысль написать книгу о писателе без имени, о том, кто зарабатывает на жизнь тем, что задаёт вопросы, и о том, что произойдёт, если этот персонаж почувствует, что его клиент, предмет его книги, не говорит ему всей правды. Полагаю, именно это стало стержнем, тем семенем, из которого выросло всё остальное.
Фильм основан на романе Роберта Харриса об отставном британском премьер-министре, прообразом которого послужил Тони Блэр, в то время как образ его жены списан с энергичной супруги Блэра, Шери Блэр. Харрис в своё время симпатизировал этому политику, но перешёл в стан оппонентов Блэра после того, как тот втянул страну в Иракскую войну. По словам Харриса, он сознательно поселил своего экс-премьера на острове в Атлантике — между Британией и США, в Новой Англии. Поланского книга привлекла тем, что по уровню саспенса она не уступает романам Чандлера.

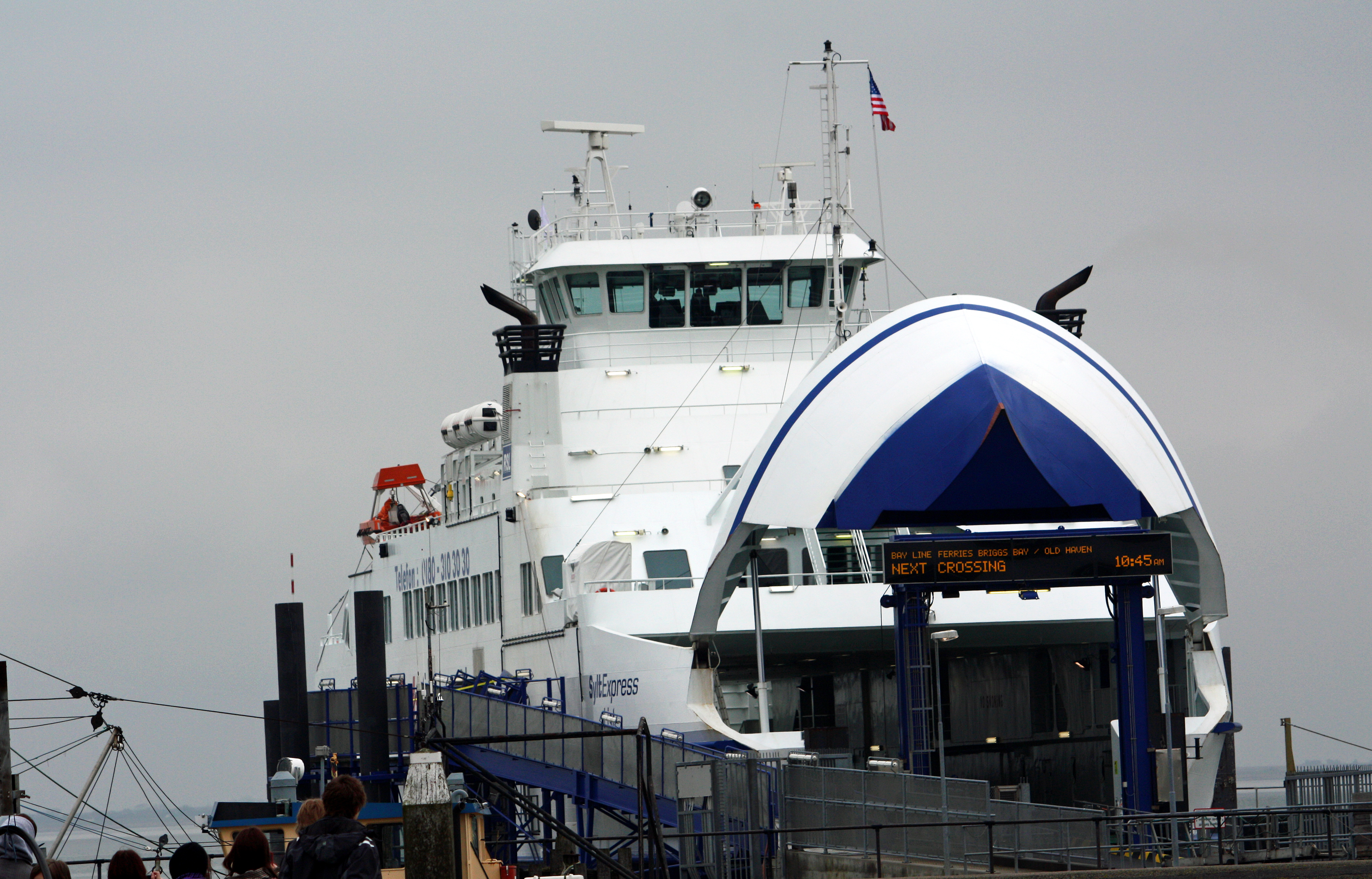
Паром MS SyltExpress

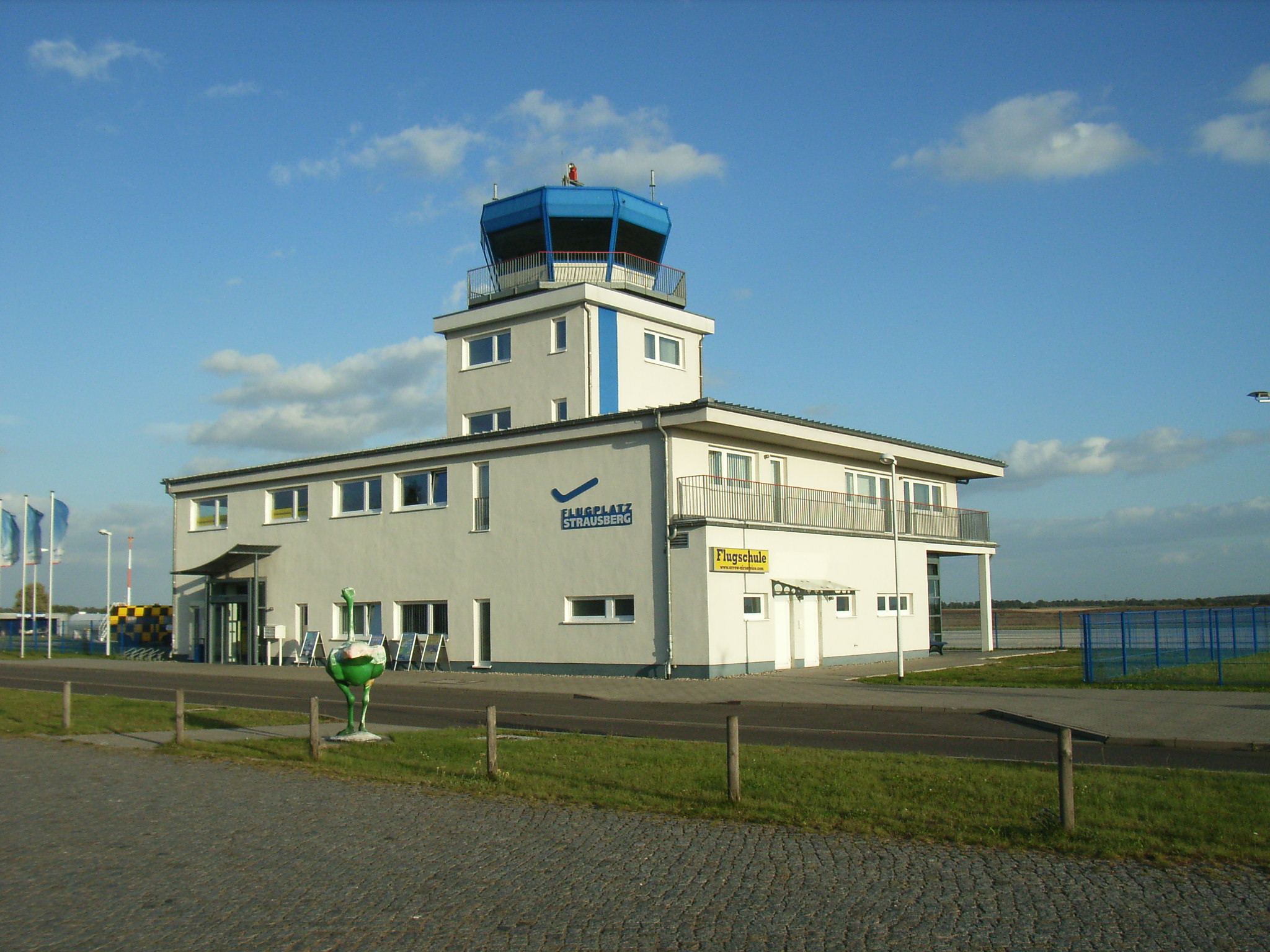
Аэропорт Штраусберг, под Берлином

Полански в своём фильме решил сделать образ более обобщённым и отказался придать экс-премьеру портретное сходство с британским политиком. По словам Макгрегора, фильм был бы обречён на провал, если бы его создатели принялись выдавать показанные события за реальные или же попытались сделать Лэнга как можно более похожим на Блэра. По своей манере держаться и внешнему виду герой Броснана многим рецензентам напомнил скорее Рональда Рейгана. Прямолинейность главы государства, замаскированная привлекательной, выхолощенной улыбкой, у рецензента All Movie Guide вызвала в памяти образ Дж. Буша-младшего: «Современное воплощение банальности зла, человек без принципов, ограниченного воображения и интеллекта». В то же время бывший министр иностранных дел своей наружностью напоминает Робина Кука (министра, который не ладил с Блэром по многим вопросам), а промелькнувший на телеэкране вице-президент США — госсекретаря Кондолизу Райс. На роль «призрака» первоначально был утверждён Николас Кейдж, на роль жены экс-премьера — Тильда Суинтон.
Съёмки фильма начались в феврале 2009 года в Германии на киностудии Babelsberg.
По сюжету действие разворачивается в Лондоне и затем в США на острове Мартас-Винъярд, но из-за того, что Полански разыскивается американской полицией, съёмки фильма проходили не в США, а в Германии. Пейзажи острова Мартас-Винъярд снимались в Северном море на острове Зильт. Там же был задействован и местный морской паром МС SyltExpress. На острове Узедом был построен дом декорация Адама Лэнга, где и была снята основная часть фильма. Интерьеры и эктерьеры Лондонского издательского дома снимались в центре Берлина на улице Charlottenstrasse 47. А расположенный недалеко от города аэропорт Штраусберг использовался как аэровокзал острова Мартас-Винъярд. Несколько коротких эпизодов с автомобилями были сняты в Массачусетсе второй съёмочной бригадой, без Романа Поланского и актёров. Вскоре после окончания съёмок Полански был взят под стражу в Швейцарии. Премьера фильма состоялась на Берлинском фестивале, когда режиссёр всё ещё находился за решёткой. Это добавило ему международного резонанса. Такие рецензенты, как Андрей Плахов, при премьерном показе восприняли ленту как критическое высказывание режиссёра по поводу устройства современной правовой системы: «В то время как его хотят судить за сомнительные грехи молодости, настоящие преступники ухитряются править целыми странами».

## Прокат и критические отзывы
Мировая премьера фильма состоялась на Берлинском фестивале в феврале 2010 года. Коммерческий успех фильма был умеренным, как и следовало ожидать от фильма с антиамериканским посылом, едва ли способным привлечь консервативную часть американских зрителей. Пик кассовых сборов пришёлся на апрель, а до российских кинотеатров фильм добрался только в августе, когда по сборам он уже сравнялся с «Пороком на экспорт» — сопоставимым по многим параметрам артхаусным триллером Д. Кроненберга.
Фильм был воспринят кинокритиками положительно и удостоился приза за лучшую режиссуру в Берлине. Отдельные рецензенты сетовали на то, что им скучно, что техника старомодна, а сюжет поверхностен и не содержит откровений: «Фильм слишком простодушен и слишком привязан к сегодняшней политике» (Русский Newsweek). Во многих рецензиях педалируются лёгкие оммажи Поланского в сторону Хичкока и таких пост-уотергейтских политических триллеров, как «Три дня Кондора» (1975).
Филигранность режиссёрской работы может ускользнуть от рядового зрителя: для главного героя даже домашняя прислуга выглядит подозрительно, и этот свойственный жанру политического детектива налёт тотальной паранойи и мирового заговора на удивление созвучен художественному мировоззрению Поланского, уже полвека снимающего фильмы об изоляции и паранойе. В этом контексте даже уединённый остров, на котором происходит действие, вызывает в памяти «Тупик» самого Поланского.
- Андрей Плахов («Коммерсантъ»): «Старик Полански и сегодня демонстрирует способность делать постхичкоковские триллеры с атмосферой, едким юмором и саспенсом»[17].
- Ксения Рождественская («Русский Newsweek»): «Полански как никто понимает, что такое настоящий триллер. Классический, в хичкоковском смысле, когда зрителя цепляет не действие, а его отсутствие, не бешеная погоня, а только ожидание преследования»[10].
- Питер Трэверс (Rolling Stone): «Призрак» — один из демонически лучших фильмов Поланского. Даже самые крохотные роли исполнены классно. Никто, кроме Поланского, не смог бы выжать столько адреналина из такой неимоверной замкнутости"[19].
- Джим Хемпхилл (Film Comment): «Очередной шедевр Поланского о загнивании системы изнутри и о цене коррумпированности не только для низов, но и для верхов»[21].
- Валерий Кичин («Российская газета»): «Единственная определённость, которую выносишь из фильма: политика — дело, далекое от человеческого достоинства. И вообще предельно удаленное и отъединенное от всего человеческого»[22].
- Манола Даргис («Нью-Йорк Таймс»): «Не стоит недооценивать радости хорошо срежиссированного фильма. Не в пример многим современным голливудским и псевдоголливудским триллерам, которые тщатся выжать напряжение из монтажного буйства и сумятицы ракурсов, Полански поддерживает в кадре атмосферу саспенса посредством выбора динамичного угла съёмки и неприметной координации движений камеры и актёров»[8].
- Роджер Эберт поставил фильму высший балл: «Этот фильм — работа человека, который знает, как снять триллер. Размеренный, спокойный, уверенный в себе, фильм планомерно подпитывает саспенс вместо того, чтобы полагаться на шок и экшн. <…> В 76 лет Полански напоминает нам о режиссёрах прошлых лет, когда профессионализм ценился больше, чем хитроумное трюкачество, а бестолковая клиповая манера не подменяла собой продуманный ритм монтажных решений»[12].
- 82-летний гуру американской кинокритики Эндрю Саррис назвал ленту чудесным свидетельством творческого долголетия Поланского[23].
- Джим Хоберман включил «Призрак» в число трёх наиболее значительных кинособытий года[24]. Он считает, что у Поланского не было столь безукоризненного фильма на протяжении десятилетий с момента выхода «Жильца» (1976). Парадокс в том, что непритязательный, на первый взгляд, политический триллер оказывается тематическим сиквелом ленты в жанре психологического хоррора[24].
- Джонатан Розенбаум: «Лично для меня „Призрак“ — лучший фильм Поланского со времён „Горькой луны“. Безусловно, самый искусно поставленный из его фильмов»[25].

## Режиссёрское мастерство

Дом Адама Лэнга был спроектирован специально для съёмок фильма

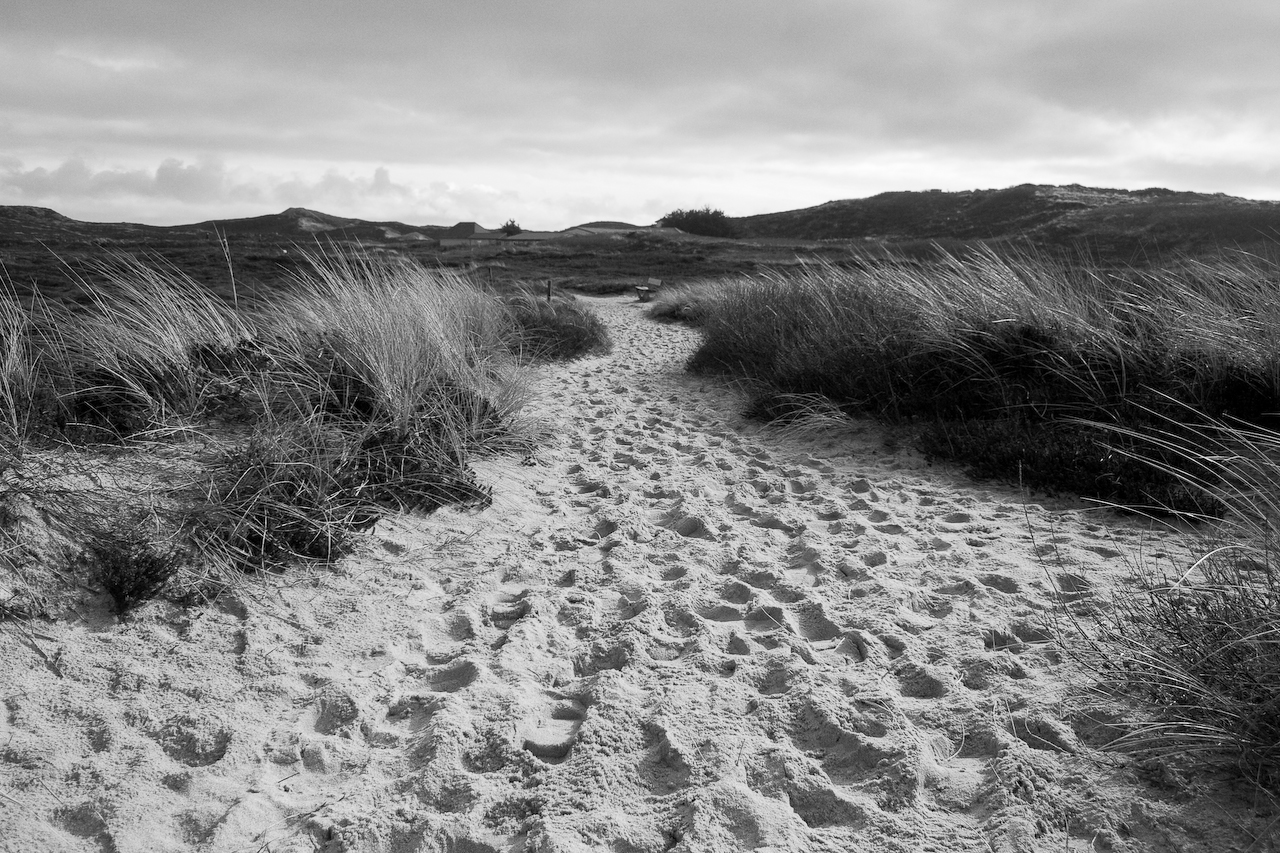
Фильм снимался в основном на немецком острове Зильт

Поланский работал в жанровых координатах политического детектива, которые не предполагают экзистенциальных прозрений. Однако режиссёрские решения Поланского выдают руку опытного мастера. Когда «призрак» выводит героя Броснана на чистую воду, он резко наклоняется к камере, «как будто в него вселились бесы». Со слов Манолы Даргис, один этот образ «стоит дюжины оскаровских номинаций». Первая беседа Лэнга с «призраком» снята так, как будто первый пытается «закадрить» девушку (руки и ноги широко раздвинуты, стакан в руке), — признак того, как одной-единственной позы режиссёру достаточно, чтобы вышелушить психологическое ядро своего героя, его отношение к потенциальной аудитории.
Атмосферности фильму добавляют свинцовые волны зимнего моря, полумонохромные островные пейзажи и часто идущий дождь. Неуютная природа грозит в любую минуту вторгнуться в холодно-серый дом экс-премьера через огромные стеклянные окна. Слишком просторные интерьеры этого ультрасовременного здания созвучны душевному вакууму его обитателей, не исключая и главного героя, который то и дело оказывается заперт в центре симметрично выстроенных мизансцен. Глазу приятно скользить по привлекательно-гладким текстурам элитных особняков, но по мере развития событий от них всё сильнее веет могильным холодом. Странные противоречия и зловещие намёки создают весьма правдоподобный мир, где каждый персонаж за фасадом дружелюбия таит тёмные секреты.

### Финальная сцена
В отличие от фильма «Девятые врата», с которым его принято[кем?] сравнивать, в «Призраке» все убийства, всё насилие оставлено за кадром. Это касается и гибели главного героя в последней сцене фильма. Она была сымпровизирована Поланским по ходу съёмок. В сценарии предполагалось, что Рут последует за писателем на улицу, где он — как и подобает призраку — затеряется в лондонской толпе. В окончательной версии фильма зрителю дано понять, что герой погибает, хотя оставлен элемент повествовательной недоговорённости в духе «Ребёнка Розмари». За происходящим с вывешенного на здании рекламного плаката наблюдает, ухмыляясь, Лэнг. Такая концовка вполне в духе Поланского, герои которого часто бьются в сетях закулисно-иррациональных сил, и победа остаётся именно за последними. Вот как высказался по поводу финальной сцены Макгрегор:

Это снято одним планом. Не думаю, чтобы камера двигалась. Если она и двигается, то показывает, как я выхожу из двери, и затем замирает. Это чудно с повествовательной точки зрения. Это классика режиссуры. Это классический Полански. Можно себе представить, как другие режиссёры сделали бы тут полсотни ракурсов, а он просто разворачивает камеру, предоставляя нашему воображению домысливать, что же произошло за пределами экрана, и это превосходно.

## Музыка
Музыку к фильму написал французский композитор Александр Деспла. Многие из пишущих о фильме относят музыкальную тему к его главным достоинствам. Тревожный минималистский мотив à la Бернард Херрман освежают поддразнивающие зрителя лёгкие нотки. Он не отвлекает от действия, а наоборот — обостряет повествовательное напряжение.
Помимо наград 2010 года, 25 февраля 2011 года Деспла был награждён премией Сезар за саундтрек к фильму.

## Признание
«Призрак» собрал «Евро-Оскары» 2010 года во всех основных номинациях — «лучший фильм», «лучшая режиссура», «лучший сценарий», «лучшая музыка», «лучшая актёрская работа». Издание Film Comment по результатам опроса более чем ста профессионалов от кино включило «Призрак» в пятёрку лучших фильмов года. В итоговом рейтинге Slant Magazine фильм Поланского занял 2-е место после греческой ленты «Клык».

### Комментарии
1. ↑  Название фильма в Великобритании — The Ghost.
2. ↑  «Лэнг ведёт себя так, будто и „старая Англия“ — всего лишь один из островов Соединённых Штатов» (Русский Newsweek).